# Johannes van der Bent
Johannes van der Bent, Jean, Jan of Johan van der Bent (Amsterdam, 1649/1651 - aldaar, 1690), was een Nederlands kunstschilder uit de Nederlandse Gouden Eeuw.

## Biografie
Van der Bent werd geboren in Amsterdam. De geboortedatum is onbekend. Hij was leerling van Philips Wouwerman en Adriaen van de Velde. Volgens De groote schouburgh der Nederlantsche konstschilders en schilderessen (1718, Arnold Houbraken) zou hij lijden aan melancholie en depressie doordat hij een grote hoeveelheid geld (het zou gaan om 4000 guldens) had verloren. Hij verdacht hierbij zijn huisbaas bij wie hij een kamer huurde op het moment dat hij het geld verloor. Het is onbekend of dit geld afkomstig was van een erfenis of de verkoop van schilderijen. Hij stierf op veertigjarige leeftijd aan tuberculose.

## Werken
De aan hem toegewezen werken zijn gemaakt in de periode ca. 1670 tot 1690. Hij maakte landschappen, ruiterstukken en stillevens in een italianiserende stijl. Volgens het Nederlands Instituut voor Kunstgeschiedenis zijn een aantal van zijn werken ten onrechte toegewezen aan Nicolaes Berchem.

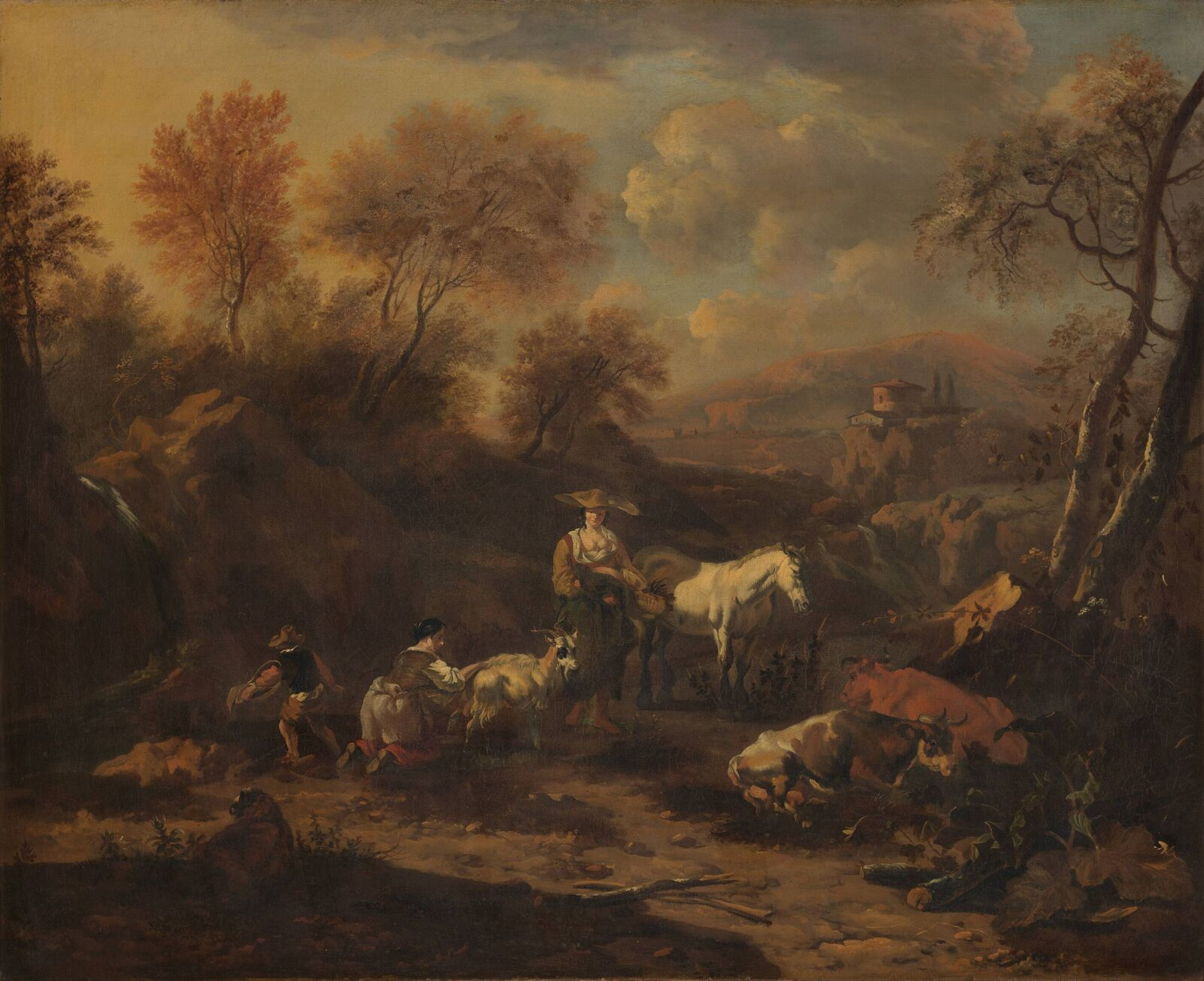
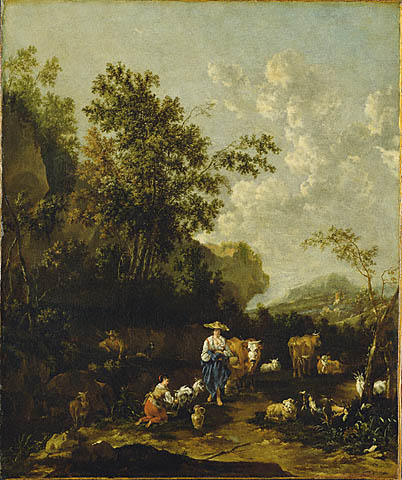
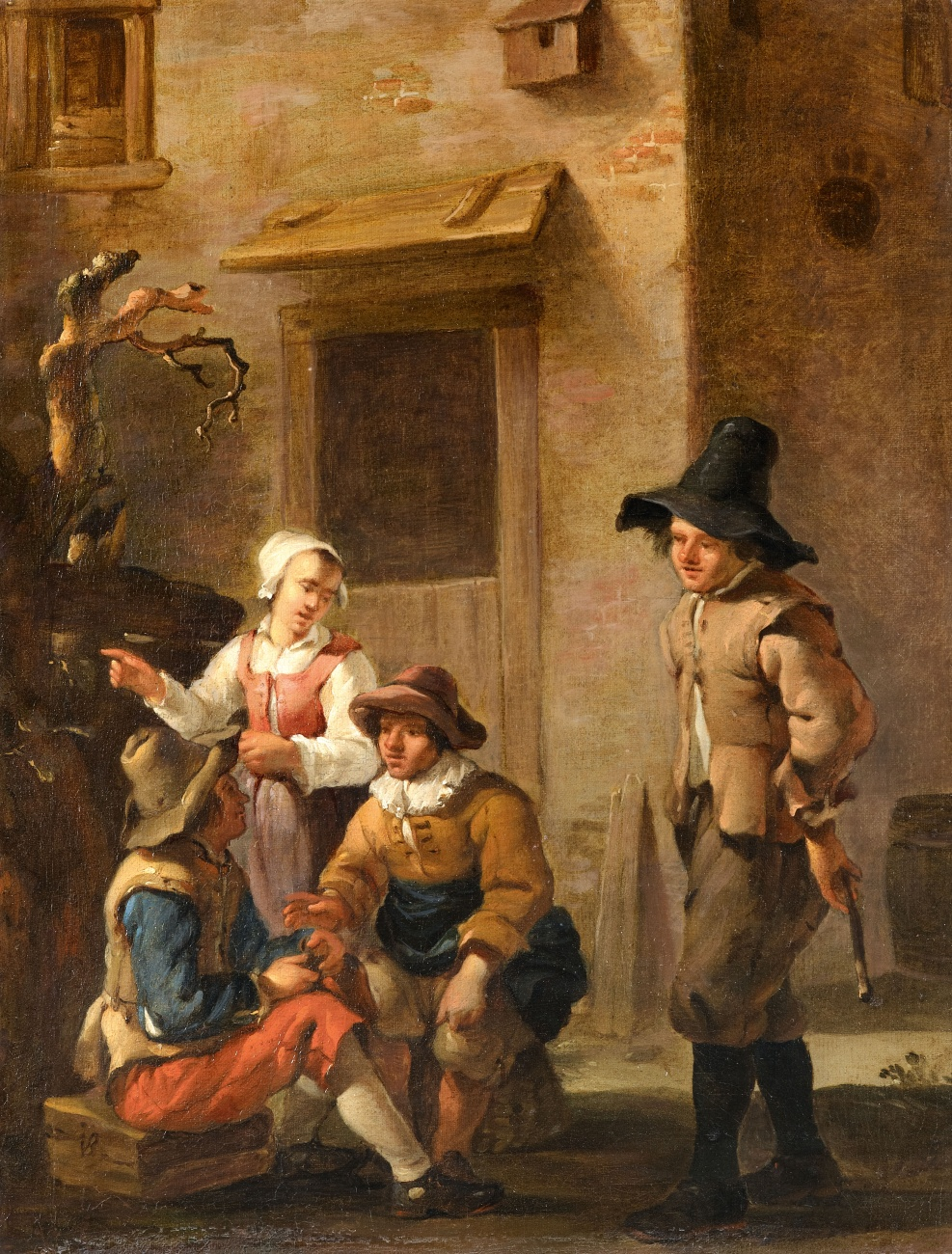

- Biografisch Portaal: 31731143
- Digitale Bibliotheek voor de Nederlandse Letteren: bent010
- KulturNav: 8616aacf-12c8-40fb-894f-34508d5ec47e
- RKD-Nederlands Instituut voor Kunstgeschiedenis: 6635
- Union List of Artist Names: 500028456
- Virtual International Authority File: 95857449
- WorldCat: E39PCjHW6kWwcMMyRKWBDgt3Qq